# Washington Irving
Washington Irving (3. april 1783 Manhattan – 28. november 1859) var en amerikansk forfatter fra starten af det 19'ende århundrede.
Han er bedst kendt for sine noveller "Legenden om Sleepy Hollow" og "Rip Van Winkle".
Han har også skrevet biografier om bl.a. George Washington og Muhammed.
- Wikimedia Commons har flere filer relateret til Washington Irving